# Nicholas Grenon
Nicholas Grenon, auch Nicolas Grenon (* um 1380; † 17. Oktober 1456 in Cambrai) war ein französischer Komponist, Sänger und Musikpädagoge der frühen Renaissance.

## Leben und Wirken
Nicholas Grenons Aufstieg als Sänger und Chormeister ist, anders als bei seinen Fachkollegen im frühen 15. Jahrhundert, ungewöhnlich gut belegt. Er ist erstmals ab 1399 an der Pariser Kirche Notre Dame als Kleriker tätig und erhielt dann das Kanonikat seines verstorbenen Bruders Jean Grenon an der Kirche Saint-Sépulchre in Cambrai. Dort wird er in einem Dokument als Diakon bezeichnet, nachdem er am gleichen Ort zuvor als Subdiakon gewirkt hat. Spätestens ab dem Jahr 1403 wechselte er an die Kathedrale in Laon, wo er bis 25. Mai 1407 als „magister puerorum“ (Meister der Chorknaben) tätig war. Danach wirkte er bis Mitte 1409 als Grammatiklehrer für sechs Chorknaben an der Kathedrale in Cambrai und sang als „petit vicair“ im Chor. Im Juli 1409 übernahm er die Stellung des „magister puerorum“ des Herzogs von Berry an der Sainte Chapelle in Bourges bis Mitte 1412 und wechselte vor dem 1. August 1412 in derselben Funktion an den burgundischen Hof des Herzogs Johann Ohnefurcht (Regierungszeit 1404–1419), wo es auch zu seinen Aufgaben gehörte, für das Wohlergehen der Chorknaben zu sorgen und ihnen Musikunterricht zu erteilen. Nach dem Tod des Herzogs am 10. September 1419 verließ Grenon den burgundischen Dienst und ging wieder nach Cambrai, wo er von 1421 bis 1424 tätig war.
Mit dem Sänger Gilles Flannel und vier Chorknaben reiste Grenon im Jahr 1425 über Bologna nach Rom und wurde dort unter Papst Martin V. (Regierungszeit 1417–1430) Meister der Chorknaben in der päpstlichen Kapelle bis zum Jahr 1427. Während dieser Zeit (1424–1425) war er „in absentia“ Kanoniker an Saint Donatien in Brügge. 1427 kehrte Grenon wieder nach Cambrai zurück, nachdem er am 14. Februar 1426 Kanoniker an der dortigen Kathedrale geworden war und damit für sein Auskommen gesorgt war. Er übte an der Kathedrale von Cambrai bis zu seinem Tod verschiedene musikalische und kanonische Ämter aus; beispielsweise war er von 1437 bis 1442 Vorsteher der „petits vicaires“, wurde im Finanzjahr 1439/1440 für das Verlesen von 10 „parvum requiem“ entlohnt, prüfte im Rechnungsjahr 1442/1443 die Fähigkeiten eines Schreibers und kopierte verschiedene Kompositionen in die Notenbücher des Chors. Als Herzog Philipp der Gute im Jahr 1449 in Cambrai einzog, empfing ihn Grenon in der Kathedrale und in der Kirche Saint Gery.
Darüber hinaus pflegte er seit dem Ende der 1420er Jahre bis zu seinem Lebensende einen engen beruflichen und freundschaftlichen Kontakt zu Guillaume Dufay (≈1400–1474). Beispielsweise übergab Grenon dem Cambraier Kapitel am 19. Mai 1429 Briefe, in denen es um Dufay ging und war 1436 Dufays Prokurator (Befürworter), als dieser für ein Kanonikat an der Kathedrale bestimmt wurde. Er wohnte seit 1445 als Nachbar Dufays in der Rue de l’Écu d’or gegenüber der Bäckerei. Außerdem erwarb er im Jahr 1446 ein Haus für den Komponisten Simon le Breton (≈1420–1473), der zu dieser Zeit in Burgund weilte. Im darauf folgenden Jahr ermahnte ihn das Cambraier Kapitel zweimal, eine gewisse Jeanne Rousselle aus seinem Haus zu entfernen, die er, trotz ihres üblen Rufs, als Köchin aufgenommen hatte. Grenon folgte der Ermahnung und entließ Jeanne; diese wurde aber schon bald von einem gewissen Simon Mellet übernommen, was dann zu dessen zeitweiligem Karzer-Aufenthalt führte.
Grenon starb am 17. Oktober 1456, und am 19. Oktober wurde die Vigilie seiner Exequien (Totenfeier am Tag vor der Beisetzung) in der Kathedrale abgehalten; einen Tag später wurde er dort vor dem Bildnis der Heiligen Agnes unter der Kirchenuhr begraben. Die Bronzeplatte seines Grabs war im 18. Jahrhundert noch vorhanden.

## Bedeutung
Grenon gehört zu den herausragenden Komponisten des frühen 15. Jahrhunderts. Er schrieb in den wichtigsten musikalischen Formen seiner Zeit und gilt als seltenes Beispiel eines länger lebenden Komponisten, den das Ende des 14. Jahrhunderts vorzuweisen hat, aber den ersten Platz unter den Meistern einnimmt, unter denen danach die Musik der Renaissance ihre Gestalt annahm. Von seinen Werken ist nur ein kleiner Bruchteil überliefert.
In Grenons einzigem erhaltenen Messesatz, einem Gloria, weisen die beiden überlieferten Stimmen Gemeinsamkeiten mit anderen Messe-Vertonungen dieser Zeit auf dem europäischen Kontinent auf. Zusammen mit Dufay und John Dunstable (≈1390–1453) gehört Grenon zu den letzten Komponisten, welche die isorhythmische Satzweise bei Meßkompositionen pflegten. Außerdem zählen seine vier überlieferten Motetten zu den herausragendsten Beispielen dieser Gattung im frühen 15. Jahrhundert. Ebenso sind die fünf französischen Lieder auffallend geschickt gearbeitet und können als Musterbeispiele für den franko-burgundischen Liedstil in der Generation vor Dufay und Binchois gelten. Von diesen hat die Ballade Je ne requir de ma dame die Bewunderung seiner Zeitgenossen gefunden. Die übrigen Lieder sind einfacher gearbeitet: „Je suy defait“ und „La plus belle“ haben lyrische Melodien in den Oberstimmen, die von einem einfachen Tenor- oder Contratenor-Duett begleitet werden, während das Lied „La plus jolie“ hauptsächlich homophon komponiert ist.
Nicholas Grenon gehört auf Grund seines musikalischen Stils mit seiner frühen Schaffenszeit, zusammen mit Johannes Ciconia, Hugo Boy monachus, Martinus Fabri und anderen, zu den Vorläufern und Wegbereitern der franko-flämischen Musik. Mit seiner späteren Schaffenszeit (ab etwa 1420) ist er dann bereits der ersten Generation dieser europäischen Musikepoche zuzurechnen. „Insbesondere zeigt die bereits genannte Ballade Je ne requir (überliefert mit einer Contratenor-Stimme von Matteo di Perugia und folglich vor 1418 entstanden) mit ihren Ansätzen zum komplexen Subtilior-Stil eine Qualität, die den Vergleich mit Dufays Widmungsballade Resvellies vous von 1423 nicht zu scheuen braucht“ (J. Michael Allsen in seinem MGG-Artikel über Nicholas Grenon).

## Werke
Gesamtausgabe: G. Reaney (Hrsg.): Early Fifteenth-Century Music VII, Neuhausen bei Stuttgart 1983
I. Messensatz
- Gloria zu 3 oder 4 (?) Stimmen (nur die beiden oberen Stimmen überliefert; in der Gesamtausgabe ist der „tenor“ rekonstruiert)

II. Motetten
- „Ad honorem Sancte Trinitatis“ / „Celorum regnum“ / „Iste semper“ zu 4 Stimmen, für Trinitatis und Allerheiligen (Rom 1424–1427)
- „Ave virtus virtutum“ / „Prophetarum fulti suffragio“ / „Infelix“ zu 4 Stimmen, für Weihnachten (Rom 1424–1427)
- „Nova vobis gaudia“ zu 3 Stimmen (ebenso für Weihnachten)
- „Plasmatoris humani“ / „Verbigine mater ecclesia“ / [„Haec dies“] zu 4 Stimmen, für Ostern

III. Lieder
- „Je ne requier de ma dame“, Ballade zu 3 Stimmen (vor 1418), Contratenor-Stimme von Matteo di Perugia (≈1370–≈1418)
- „Je suy defait“, Rondeau zu 3 Stimmen
- „La plus belle et doulce figure“, Virelai zu 3 Stimmen, für Neujahr
- „La plus jolie et la plus belle“, Virelai zu 3 Stimmen
- „Se je vous ay bien“, Virelai zu 2 oder 3 Stimmen (in zwei Fassungen überliefert)

IV. Nicht mit Sicherheit Nicholas Grenon zuzuschreiben
- „Argi vices Poliphemus“ / „Cum Pilemon rebus paucis“ zu 4 Stimmen (für Gegenpapst Johannes XXIII.; im Motetustext „Nicolaus“ zugeschrieben)